# Enej Jelenič
Enej Jelenič (ur. 11 grudnia 1992 w Koperze) – słoweński piłkarz grający na pozycji prawego pomocnika. Od 2014 jest zawodnikiem klubu Livorno.

## Kariera piłkarska
Swoją karierę piłkarską Jelenič rozpoczął w klubie FC Koper. W 2010 roku stał się członkiem pierwszej drużyny. 16 lipca 2010 zadebiutował w jego barwach w pierwszej lidze słoweńskiej w wygranym 4:1 domowym meczu z NK Primorje. W FC Koper występował do końca 2010 roku.
Na początku 2011 roku Jelenič przeszedł do Genoi. Swój debiut w niej w Serie A zaliczył 10 kwietnia 2011 w przegranym 2:3 wyjazdowym meczu z Juventusem, gdy w 81. minucie zmienił Omara Milanetta. W Genoi rozegrał łącznie dwa ligowe mecze.
Latem 2011 roku Jelenič odszedł do grającej w Serie B, Padovy. Swój debiut w Padovie zanotował 29 października 2011 w przegranym 1:2 wyjazdowym meczu z FC Crotone. W sezonie 2013/2014 spadł z Padovą do Serie C1. W Padovie grał przez trzy sezony.
W 2014 roku Jelenič przeszedł do innego klubu Serie B, Livorno. W Livorno zadebiutował 26 września 2014 w przegranym 1:2 domowym meczu ze Spezią Calcio. Na koniec sezonu 2015/2016 spadł z Livorno do Serie C1.
| Sezon   | Klub      | Kraj     | Rozgrywki | Mecze | Gole |
| ------- | --------- | -------- | --------- | ----- | ---- |
| 2010/11 | FC Koper  | Słowenia | Prva SNL  | 12    | 2    |
| 2010/11 | Genoa CFC | Włochy   | Serie B   | 2     | 0    |
| 2011/12 | Padova    | Włochy   | Serie B   | 1     | 0    |
| 2012/13 | Padova    | Włochy   | Serie B   | 21    | 0    |
| 2013/14 | Padova    | Włochy   | Serie B   | 20    | 1    |
| 2014/15 | Livorno   | Włochy   | Serie B   | 32    | 4    |
| 2015/16 | Livorno   | Włochy   | Serie B   | 26    | 2    |

## Kariera reprezentacyjna
W reprezentacji Słowenii Jelenič zadebiutował 23 marca 2016 roku w wygranym 1:0 towarzyskim meczu ze Macedonią, rozegranym w Koperze, gdy w 87. minucie zmienił Mihę Zajca.